# 카미와자 완다
《카미와자 완다》(カミワザ・ワンダ)는 타카라 토미에서 제작한 일본의 애니메이션이다. 일본의 TBS 계열에서 2016년 4월 23일부터 2017년 3월 25일까지 방영을 했으며, 대한민국에서는 투니버스에서 같은 해 9월 2일부터 《파워캐치 완다》라는 이름으로 방영했으며, 2017년 5월 12일에 종영을 했다.

## 개요
완구 제조업체인 타카라 토미가 기획한 컨텐츠. 주인공 소년 유토가 우주에서 온 개 ‘완다’와 함께 ‘카미와자 가젯’(한국: 파워캐치 샷)이라는 키 아이템을 이용하여 수수께끼의 프로그램 몬스터 ‘프로밍’을 소환하여 ‘버그밍’(한국: 버그본)이라는 사악한 몬스터의 포획(캐치)과 정화(디버깅)에 나서는 SF 판타지 애니메이션이다.

## 등장인물
팩트 프로본은 진하게 되어있다.(예:로켓본)

### 유토네 가족
- 완다(ワンダ)
- 유토(ユート)(한국명: 신유빈)

(소유 프로본:| 터보본| 드릴본,| 망치본,| 열쇠본,| 주주본,| 레일본,| 전구본,| 거즈본,| 수도꼭지본,| 프리져본,| 영사본,| 라이터본,| 악기본,| 마이크본,| 버거본,| 초밥본,| 사전본,| 가위본,| 리프트본,| 지우개본,| 드림본,| 선풍기본,| 지도본,| 스프링본,| 자석본,| 플러그본,| 레코드본,| 잠수본,| 브러시본,| 샤워본,| 드라이본,| 자본,| 스파이스본,| 데굴본,| 랩본,| 인기본,| 아트본,| 하트본,| 접기본,| 리듬본,| 후크본,| 로켓본, | 수리본,| 펜본,| 근육본,| 터프본,| 안경본| 스몰본,| 코주보본,| 마사지본,| 정리본,| 지방본,| 메리거본, | 배큐본, | 완다프로본.
- 유이(ユイ)(한국명: 신유이)
- 히로토(유토 아빠)(広人)
- 유카(유토 엄마)(優香)

### 같은 반 친구들
- 미라이(ミライ)(한국명: 고미래)
- 슈(シュウ)(한국명: 장수재)
- 니콜(ニコル)(한국명: 정니콜)
- 소마(ソウマ)(한국명: 윤두솔)

### 버그 바이트
- 버그데스(ドン・バグデス)
- 테라라(テララ)
- 메가가(メガガ)
- 기가가(ギガガ)

### 기타
- 히나 선생님(ヒナ先生)
- 터보밍(한국명: 터보본)(ターボミン)
  - 프로밍(한국명: 프로본) 중 나오는 횟수가 많은 프로밍(프로본)이며, 물체를 가속시키는 능력을 가진다.
- 완다 왕
- 슈이치 아빠
- 슈이치 엄마
- 쿠로사키 마사토(黒崎 正人)/마사토(マサト)

소유 프로본:| 댄스본,| 뮤트본,| 반사본,| 제트본(월랜 신유빈 소유 프로본),| 보트본,| 탈취본,| 스맬본,| 슈가본,| 슬로본,| 스톱본(역시 월랜 신유빈 소유 프로본),| 스피커본,| 투명본,| 캐치본,| 카피본,| 빅본,| 매트본, | 균형본,| 스피치본,| 메모리본,
| 도저본,| 카페본,| 베개본,| 슬라이서본.
```
* 
마이티
(マイティ)
```

- 쿠로사키 마코(黒崎 マコ)(한국명: 주가은)
- 그레이트
- 나이스
- 어메이징

## 목소리 출연

### 일본어판
- 야마구치 캇페이: 완다
- 코쿠류 사치: 유토
- 쿠노 미사키: 유이
- 카토 마사유키: 유토 아빠(히로토)
- 키나다 아키: 유토 엄마(유카)
- 미모리 스즈코: 미라이
- 신도 케이: 슈
- 미루노 준: 니콜
- 이와세 슈헤이: 소마
- 카토 에미리: 테라라
- 무기히토: 버그데스
- 하마조에 신야: 메가가
- 오가미 신노스케: 기가가
- 하나무라 사토미: 히나 선생님
- 노가미 쇼: 터보밍
- 코스기 류이치: 완다 왕
- 후지모리 쇼헤이: 슈 아빠
- 야마우치 아유: 슈 엄마
- 시모노 히로: 쿠로사키 마사토
- 타케우치 쥰코: 마이티
- 엔도 리나: 쿠로사키 마코
- 야마 가즈히로: 그레이트
- 무라세 아유무: 나이스
- 아스미 카나: 어메이징

### 한국어판
- 남도형: 완다
- 여윤미: 신유빈
- 조현정: 신유이, 담임 선생님
- 이현: 유빈 아빠, 버그데스
- 방연지: 유빈 엄마, 장수재
- 김율: 고미래, 터보본
- 강시현: 니콜, 수재 엄마
- 최승훈: 윤두솔, 메가가
- 김하영: 테라라, 주가은
- 안효민: 기가가, 완다 왕
- 김혜성: 수재 아빠
- 이호산: 주마노
- 양정화: 마이티
- 성완경: 그레이트
- 안영미: 나이스
- 이지현: 어메이징

## 한국판 방영 목록
| 회차       | 제목                                   | 방송 일자        |
| ---------- | -------------------------------------- | ---------------- |
| 1화 2화    | 완다별에서 온 왕자 동물원 소동!!       | 2016년 9월 2일   |
| 3화 4화    | 레일은 계속 된다 어버이날은 버그의 날  | 2016년 9월 9일   |
| 5화 6화    | 버그본 조심 불조심! 반짝반짝 스타!     | 2016년 9월 16일  |
| 7화 8화    | 만들고 끼우고! 도서관 퀴즈 배틀!       | 2016년 9월 23일  |
| 9화 10화   | 빼앗긴 프로본!! 파워캐치 샷 작렬       | 2016년 9월 30일  |
| 11화 12화  | 안녕, 완다… 차지 업!                   | 2016년 10월 7일  |
| 13화 14화  | 이상한 나라의 완다 날개 달린 선풍기    | 2016년 10월 14일 |
| 15화 16화  | 이쪽저쪽 어디? 마라톤이다 뵹~~         | 2016년 10월 21일 |
| 17화 18화  | 빼앗긴 프로본!! 파워캐치 샷 작렬       | 2016년 10월 28일 |
| 19화 20화  | 찌릿찌릿해, 니콜! 블랙 파워캐치 샷     | 2016년 11월 4일  |
| 21화 22화  | 마이티와 마노 프로본 vs 프로본!        | 2016년 11월 11일 |
| 23화 24화  | 버그 바이트의 역습 달콤달콤 쟁탈 배틀! | 2016년 11월 18일 |
| 25화 26화  | 파워캐치 셰이커! 셰이크 합체 프로본    | 2016년 11월 25일 |
| 27화 28화  | 최강의 합체 기술! 마노의 검은 함정     | 2017년 3월 3일   |
| 29화 30화  | 완다, 대 탈출!파워캐치 판다!           | 2017년 3월 10일  |
| 31화 32화  | 앗~하고 놀랄 대소동!완다의 사랑 이야기 | 2017년 3월 17일  |
| 33화 34화  | 종이학에 소원을 담아전설의 프로본!     | 2017년 3월 24일  |
| 35화 36화  | 로켓본 등장!가자! 완다 탐험대          | 2017년 3월 31일  |
| 37화 38화  | 빅 앤드 스몰셰이커 강탈 명령           | 2017년 4월 7일   |
| 39화 40화  | 파워 쟁탈 경주주부 주부 코주부!        | 2017년 4월 14일  |
| 41화 42화  | 추억 주의보돈 버그데스의 역습!         | 2017년 4월 21일  |
| 43화 44화  | 그레이트의 비밀나이스와 어메이징       | 2017년 4월 28일  |
| 45화 46화  | 절체절명의 유빈!버그데스를 쓰러뜨려라! | 2017년 5월 5일   |
| 최종화(47) | 완다여, 영원히!                        | 2017년 5월 12일  |